# 香腸
香腸（和：シァンチャン、中読み：シィアン・ツィァン）は、中国式ソーセージ。
ベーコンなみに固く燻製に仕上げるレシピが多い腊腸や蝋腸とは違い、柔らかく生々しいいわゆる粗挽きソーセージであり、古くは欧州とのシルクロード交易による文化交流の中で共有化された加工技術である。
いずれも広東や台湾など中国各地の名物として知られ、土地ごとや用途別にかなり幅広い特色がある。近世では旧ソ連地方各国と軍事や交易で関係する中で紅腸も生まれてきた。

## 製法
基本的には粗挽きした豚の腿肉や肩肉と脂身を混ぜ合わせ、老酒、砂糖、塩、香辛料 （五香粉やシナモンなど）等を加えてから豚の腸に詰めて、風通しの良い場所で、数日間吊り干す。製品によっては欧米日本の一般的ソーセージのようにすり身にしてしまう場合もあるし、甘さがなくラー油でとにかく辛い味付けにする場合もある。
日本や欧米のスーパーに流通する一般的なソーセージとは味付けが異なり、基本的には砂糖の甘さをベースに塩を利かせ、花椒やシナモンなど数種の香辛料で香り付けされている。欧州各国には中国台湾各地の香腸のように地元の特色ある香辛料や調味料や干し加減のソーセージは存在し、ドイツなどの地方には香腸と見た目や食感が変わらないものもある（欧州には甘い味付けはほぼ無い）。先述の通りでかつてシルクロード交易や大戦期の交流や戦争などで欧州と中国の間で加工技術も共有化されてきた歴史がある。
腊腸の腊は年末を意味し（日本の師走を中国では腊月とも呼び、殷王朝の節句の儀式に由来）、年末に燻製干物を作り置きする保存食すなわち日本のおせち具材に近く越冬保存食であった。古代中国で年末に作り置きされるすべての保存食に腊がつけられ、干し肉なら腊肉（ラーロウ）となる。厳密には香腸は年末の作りおきには該当しないか、長期保存食としては作られない（おせち具材のうち、数日ですぐ食べねばならない食品に同等）。腊腸は長時間燻製してから数週間干して固めるために細く薄いものが多く、香腸は生肉ソーセージとして茹でてから焼くので太いものが多い。
香腸は腊腸と違って生ソーセージのレシピが多いので保存期間は短く昔から美食向けである（欧州のソーセージにも生ソーセージと燻製ソーセージがある）。からからの燻製すなわちサラミにまで仕上げた腊腸や蝋腸は炒飯などの具材になることも多い。蝋腸の蝋は脂身の意味で実際に脂身の比率が多い製品が目立つ。広東や中国内陸では腊腸や蝋腸が多い。サラミや蝋腸は生ソーセージや柔らかいボイル済みソーセージには無い数週間の乾燥期間があり干物と同じく風通しが良い場所に吊るす。
本式の香腸は、生肉を腸詰めした状態で店頭販売され、現在も中国台湾各地のみならず日本各地の中華街でもこれの冷凍状態もしくは店頭で焼いたファストフードでの販売がみられる。大手メーカー製のパック詰め製品は日本の大手メーカーのソーセージと同じく生産時に加熱済みである製品が多いが、大手製でも生ソーセージの状態でパック詰めされた製品も存在する。近年は在日中国人向けに同じ在日中国人や華僑が製造工場やスーパーを経営する規模が拡大し、国内産の香腸が冷蔵で販売される製品数も増えつつある（法規制により輸入肉は冷凍のみ）。横浜中華街で台式香腸も広式蝋腸も手作りで吊るされて売られているが前者は生肉が入っており冷凍と冷蔵の両方を選べる。後者は燻製なので他の干し肉や丸焼きなどと一緒にかまどの周辺で吊るされている。

## 種類
- 貴州麻辣香腸
- 四川麻辣香腸
- 蒜香孜然香腸
- 黄四麻香腸
- 如皋香腸
- 睢寧香腸
- 萊蕪香腸
- 済南香腸
- 浜海香腸
- 安昌香腸

## 健康への影響
各国の大手メーカー製品と同じく、大手メーカー製の香腸にも、防腐剤、香料、亜硝酸塩が含まれていることがある。
毎日、50グラムの加工香腸を食べると結腸癌の可能性が18％増加することが端的な調査で示されているが、世界各国の一般的な加工肉食品より突出する毒性は示されておらず、ただ肉食中心生活にとって一般的な警告である。